# Державний податковий університет
Державний податковий університет (ДПУ) — вищий навчальний заклад у м. Ірпінь, базовий навчальний заклад Державної податкової служби України. Підпорядкований Міністерству фінансів України.
В університеті навчається близько 5000 студентів (на денній формі – понад 3000 здобувача вищої освіти; на заочній формі –  близько 2000 здобувачів вищої освіти).

## Історія навчального закладу

### Український торф'яний технікум
Історія Національного університету державної податкової служби України починається у 1921 році з Українського торф'яного технікуму, що розташовувався у місті Києві по вулиці Тимофіївській, 12. Першим директором технікуму був призначений член Академії наук України Б. М. Клопотов. Технікум вважався вищим навчальним закладом, після закінчення якого слухачам присвоювали кваліфікацію інженера-торфмейстера і техніка з торфодобування. Перший випуск за скороченою програмою відбувся у 1922 році.

### Ірпінський торф'яний технікум
У 1932 році Київський торф'яний технікум був переведений у селище Ірпінь під назвою «Ірпінський торф'яний технікум» у складі навчально-виробничого торф'яного комбінату. Директором комбінату був призначений Ф. О. Сербін. За перші 20 років у технікумі було підготовлено більше 4 тис. спеціалістів.

### Ірпінський гірничо-паливний технікум
6 листопада 1943 року воїни 74-ї стрілецької дивізії звільнили Ірпінь. За час окупації технікум був зруйнований, але вже у березні 1944 року він відновив роботу під назвою «Ірпінський гірничо-паливний технікум». Директором був призначений Й. Н. Любий, а потім П. О. Коломинов. У 1944–1945 навчальному році до технікуму було прийнято на перший курс 120 чоловік, на другий — 38 чоловік, на третій — 12 чоловік, на четвертий — 4 чоловіки. Студенти брали участь у відбудові технікуму, а ще займались у спортивних секціях, гуртках, художньою самодіяльністю. У 1946 році відбувся перший післявоєнний випуск 13 спеціалістів. З 1947 року технікум очолював О. С. Кухарук. У 1951 році був введений в експлуатацію навчальний корпус (нині головний корпус університету), у 1955 році р. — гуртожиток та житловий будинок для викладачів. Саме тоді утворилось студентське містечко, розташоване у мальовничій парковій зоні. У 1960 році у технікумі вводяться спеціальності: «Технологія силікатів», «Технологічне обладнання промислових підприємств», «Обробка металів різанням».

### Ірпінський індустріальний технікум
У 1961 році Ірпінський гірничо-паливний технікум був перейменований в Ірпінський індустріальний технікум. У 1968 році в ньому проводилась підготовка спеціалістів уже за десятьма спеціальностями. Протягом 1946–1968 рр. було випущено 3 800 спеціалістів. 1969 рік ознаменував новий етап у розвитку технікуму. Директором технікуму призначено Володимира Івановича Павленка . За 22 роки під його керівництвом була створена сучасна навчально-матеріальна база. За плідну працю з підготовки спеціалістів для народного господарства В. І. Павленко був нагороджений орденом Трудового Червоного Прапора, йому було присвоєно звання «Заслужений учитель Української РСР». Починаючи з 1975 року, Ірпінський індустріальний технікум займав перші місця на виставках технічної творчості серед технікумів м. Києва й області. У 1980 році технікум готував спеціалістів за спеціальностями: «Економіка і планування в галузях народного господарства», «Бухгалтерський облік, контроль і аналіз господарської діяльності», «Обробка матеріалів на верстатах і автоматичних лініях», «Монтаж та експлуатація електрообладнання підприємств і громадських споруд», «Експлуатація верстатів з програмним управлінням і робототехнічних комплексів», «Налагодження і експлуатація електронних пристроїв програмного управління і обладнання автоматизованого виробництва», «Механізація і автоматизація торф'яного виробництва», «Виробництво виробів і покриття із полімерних матеріалів», «Інструментальне виробництво». У 1986 році відкривається нова спеціальність «Експлуатація та налагодження верстатів з програмним і числовим управлінням». За період з 1969 до 1990 року випуск спеціалістів становив 16 653 чоловік. Пріоритетним напрямом технікуму в той час стали економічні спеціальності.

### Ірпінський фінансово-промисловий коледж
У 1990 році Ірпінський індустріальний технікум був реорганізований у середній навчальний заклад нового типу — Ірпінський індустріальний технікум (коледж). Він готував механіків торф'яного виробництва, механіків-електриків, технологів з обробки металів, технологів виробів із пластмаси, бухгалтерів, плановиків-економістів машинобудівного виробництва, наладчиків верстатів з програмним управлінням, спеціалістів банківської справи. У 1991 році директором коледжу був призначений Мельник Петро Володимирович, випускник технікуму 1976 року, кандидат економічних наук. Здійснювалася ступенева підготовка кадрів спільно з вищими навчальними закладами України. Випускники для продовження навчання направлялись до Київського національного університету імені Тараса Шевченка, Київського політехнічного інституту, Інституту народного господарства, Київського інституту легкої промисловості, Рівненського інституту інженерів водного господарства тощо. У 1995 році Ірпінський індустріальний технікум (коледж) був перейменований у Ірпінський фінансово-промисловий коледж.

### Український фінансово-економічний інститут

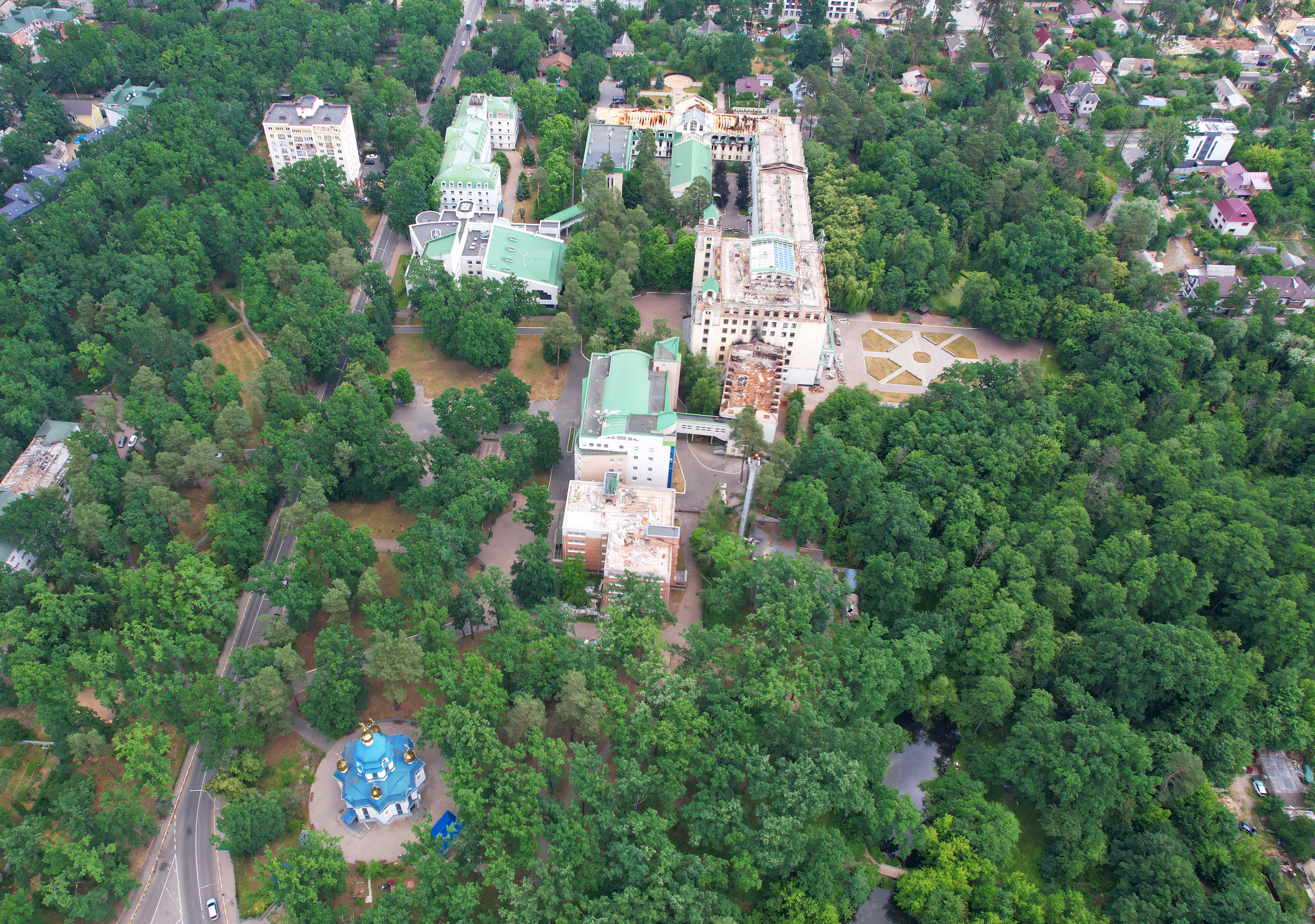
Пошкоджені будівлі університету після російських обстрілів

У 1996 році на базі Ірпінського фінансово-промислового коледжу був створений Український фінансово-економічний інститут, підпорядкований Міністерству фінансів України, а з 15 листопада 1996 року його було передано у підпорядкування Державної податкової адміністрації України. Ректором був призначений П. В. Мельник. Інститут здійснював освітню діяльність за такими кваліфікаційними рівнями: молодший спеціаліст; бакалавр; спеціаліст. Було створено п'ять факультетів: фінансово-економічний, юридичний, обліково-економічний, факультет податкової міліції (1997 р.), заочний факультет та сімнадцять кафедр. Постановою Кабінету Міністрів України у структурі інституту створено Центр перепідготовки та підвищення кваліфікації кадрів для Державної податкової служби України.

### Національна Академія державної податкової служби України
У 1999 році, відповідно до Постанови Кабінету Міністрів України, на базі Українського фінансово-економічного інституту була створена Академія державної податкової служби України. Очолив академію Петро Мельник, доктор економічних наук, професор. За вагомий внесок колективу академії у розвиток національної освіти і науки Указом Президента України від 21 серпня 2003 р. № 870/2003 Академії ДПС України надано статус національної.

### Національний університет державної податкової служби України
23 серпня 2006 року Розпорядженням Кабміну України № 472-р Національну академію державної податкової служби України перетворено на Національний університет державної податкової служби України.

### Університет державної фіскальної служби України
Національний університет державної податкової служби України було реорганізовано відповідно до розпорядження Кабінету Міністрів України «Про утворення Університету державної фіскальної служби України» від 11.11.15 № 1184-р., наказу Державної фіскальної служби України «Про реорганізацію Національного університету ДПС України» від 15.01.16 № 35.

### Державний податковий університет

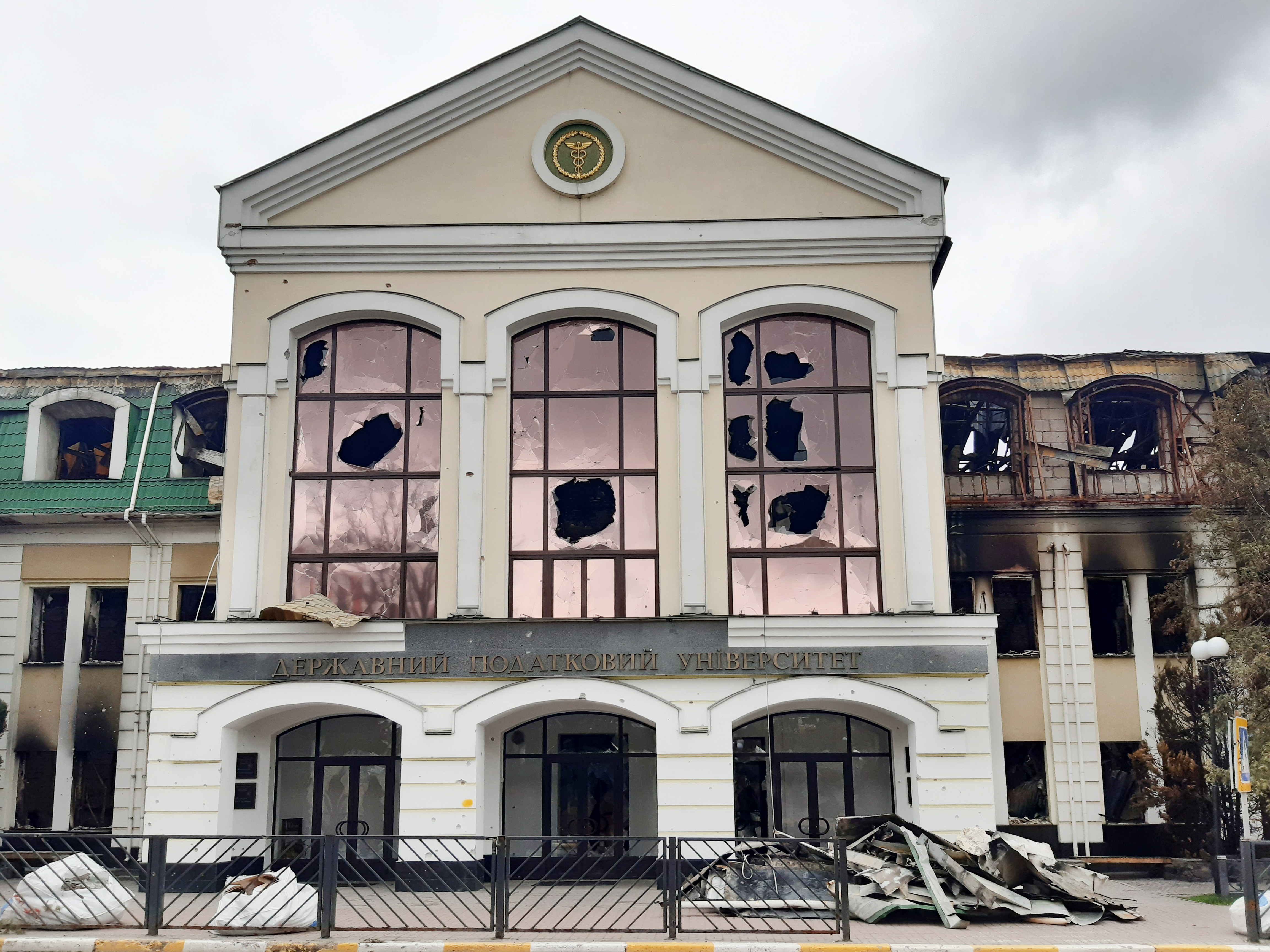
Будівля університету після російського вторгнення

Відповідно до розпорядження Кабінету Міністрів України від 06.10.2021 № 1202-р «Про утворення Державного податкового університету» та наказу Міністерства фінансів України від 01.11.2021 № 574 «Деякі питання утворення Державного податкового університету», Університет державної фіскальної служби України підлягає реорганізації у Державний податковий університет.
Під час російсько-української війни у 2022 р. будівля ДПУ отримала пошкодження.

## Структура

### Навчальні підрозділи

#### Факультети, навчально-наукові інститути та кафедри
- Факультет фінансів та цифрових технологій[5]:
  1. Кафедра публічних фінансів;
  2. Кафедра фінансових ринків та технологій;
  3. Кафедра кібернетики та прикладної математики;
  4. Кафедра комп’ютерних та інформаційних технологій і систем

- Факультет податкової справи, обліку та аудиту[6]:
  1. Кафедра фіскального адміністрування[7]
  2. Кафедра аудиту, державного фінансового контролю та аналізу;
  3. Кафедра обліку та консалтингу;
  4. Кафедра облікових технологій та бізнес-аналітики;
  5. Кафедра економічної політики;

- Факультет соціально-гуманітарних технологій та менеджменту[8]:
  1. Кафедра соціальної філософії та управління;
  2. Кафедра мовної підготовки та соціальних комунікацій;
  3. Кафедра психології, педагогіки та соціології;
  4. Кафедра фізичного виховання, спорту та здоров’я;
- Навчально-науковий інститут права:
  1. Кафедра теоретико-правових дисциплін;
  2. Кафедра кримінальної юстиції;
  3. Кафедра приватного права;
  4. Кафедра міжнародного права;
  5. Кафедра публічного права;
  6. Кафедра правничої лінгвістики;
- Навчально-науковий інститут економічної безпеки та митної справи[9]:
  1. Кафедра кримінального судочинства та аналітичної діяльності;
  2. Кафедра адміністративного права, процесу та митної безпеки;
  3. Кафедра правоохоронної діяльності;
  4. Кафедра митної справи та товарознавства
  5. Кафедра міжнародних економічних відносин;
  6. Кафедра економіки, підприємництва та економічної безпеки;
- Центр післядипломної освіти та заочного (дистанційного) навчання[10]:

- Кафедра військової підготовки

### Докторантура, аспірантура (ад'юнктура)
Основною системою підготовки науково-педагогічних і наукових кадрів в Державному податковому університеті  є докторантура, аспірантура, яка зародилася в науково-організаційному відділі Академії державної податкової служби України і у 1998 році з дозволу Головного управління керівних і науково-педагогічних кадрів Міністерства освіти і науки за підтримки Державної податкової служби України була відкрита аспірантура, як окремий структурний підрозділ. Спочатку в аспірантуру був проведений разовий прийом, з 2000 року, згідно з рішенням атестаційної колегії Міністерства освіти та науки України, відкрита постійно діюча аспірантура, а докторантура — у 2006 році.
Згідно із Постановою Кабінету Міністрів України від 23.03.2016 року № 261 «Про затвердження Порядку підготовки здобувачів вищої освіти ступеня доктора філософії та доктора наук у вищих навчальних закладах (наукових установах)», із 2016 року докторантура, аспірантура (ад'юнктура) Університету ДФС України почала здійснювати підготовку здобувачів вищої освіти на третьому (освітньо-науковому) та науковому рівнях вищої освіти з метою здобуття ступеня вищої освіти доктора філософії та доктора наук.
Наукові спеціальності, за якими у Державному податковому ууніверситеті  здійснюється прийом на здобуття ступеня доктора філософії (згідно з Переліком галузей знань і спеціальностей, затверджених постановою Кабінету Міністрів України від 29 квітня 2015 року № 266):
| Шифр та найменування галузей знань | Код та найменування спеціальностей            |
| ---------------------------------- | --------------------------------------------- |
| 05 Соціальні та поведінкові науки  | 051 Економіка                                 |
| 07 Управління та адміністрування   | 071 Облік і оподаткування                     |
| 07 Управління та адміністрування   | 072 Фінанси, банківська справа та страхування |
| 08 Право                           | 081 Право                                     |

Фінансування навчання здобувачів здійснюється за рахунок коштів державного бюджету (за державним замовленням) і за рахунок коштів юридичних чи фізичних осіб (на умовах контракту).
Із 01.09.2020 року до структури Державного податкового університету (тоді ще УДФСУ) були введені зміни — створені навчально-наукові інститути у Хмельницькому, Львові, Луцьку, Одесі, Слов'янську, Харкові, Херсоні та Конотопську філію.

## Спеціалізовані вчені ради
Спеціалізовані вчені ради діють у Державному податковому університеті з 2001 року. В університеті функціонують 3 постійно діючих докторських спеціалізованих вчених ради з економічних та юридичних спеціальностей.
Наказом МОН від 10.05.2017 № 693 «Про затвердження рішень Атестаційної колегії Міністерства щодо діяльності спеціалізованих вчених рад від 27 квітня 2017 року» утворена спеціалізована вчена рада Д 27.855.01 з правом прийняття до розгляду та проведення захисту дисертацій на здобуття наукового ступеня доктора (кандидата) економічних наук за спеціальностями 08.00.03 «Економіка та управління національним господарством» та 08.00.08 «Гроші, фінанси і кредит» строком до 31 грудня 2019 року.
Наказом МОН від 16.07.2018 № 775 «Про затвердження рішень Атестаційної колегії Міністерства щодо діяльності спеціалізованих вчених рад від 05 липня 2018 року» утворена спеціалізована вчена рада Д 27.855.02 з правом прийняття до розгляду та проведення захисту дисертацій на здобуття наукового ступеня доктора (кандидата) юридичних наук за спеціальністю 12.00.07 «Адміністративне право і процес; фінансове право; інформаційне право» строком до 31 грудня 2020 року.
Наказом МОН від 24.05.2018 № 527 «Про затвердження рішень Атестаційної колегії Міністерства щодо діяльності спеціалізованих вчених рад від 16 травня 2018 року» утворена спеціалізована вчена рада Д 27.855.03 з правом прийняття до розгляду та проведення захисту дисертацій на здобуття наукового ступеня доктора (кандидата) юридичних наук за спеціальностями 12.00.08 «Кримінальне право та кримінологія; кримінально-виконавче право» та 12.00.09 «Кримінальний процес і криміналістика; судова експертиза; оперативно-розшукова діяльність» строком до 31 грудня 2020 року.
За час існування у спеціалізованих вчених радах Національного університету державної фіскальної служби України було захищено більше 400 дисертацій.

## Наукова діяльність

### Наукові видання
Державний податковий університет є засновником наукових видань у яких можуть публікуватися основні наукові результати дисертацій здобувачами наукових ступенів та досліджень претендентів на присвоєння вчених звань, серед них:
1. Фахові видання. Категорія «В» (друковані)
- Міжнародний юридичний вісник: актуальні проблеми сучасності (теорія та практика) (юридичні науки)
- Ірпінський юридичний часопис (юридичні науки)

2. Фахові видання. Категорія «В» (електронні)
- Збірник наукових праць Державного податкового університету (економічні науки)
- Правова просвіта (юридичні науки)

3. Наукові видання щодо яких готуються документи для включення до Переліку наукових фахових видань України категорії «Б» (друковані)
- Економічний вісник. Серія: фінанси, облік, оподаткування (економічні науки)
- Митна безпека

### Наукові школи
У структурі Національного університету державної фіскальної служби України функціонують наукові школи, серед яких:
- наукова школа «Адміністративно-правові гарантії законності і правопорядку»;
- пенітенціарна наукова школа «Інтелект»;
- наукова школа «Правове регулювання фінансової безпеки держави»;
- наукова школа «Інноваційна, податкова та фінансова політика»;
- наукова школа «Кримінально-процесуальні та криміналістичні особливості розслідування злочинів»

### Наукове товариство студентів
Наукове товариство студентів та курсантів функціонує у структурі університету з 1997 року та було засноване як добровільне самостійне об'єднання студентів і курсантів, які брали активну участь у науково-дослідній роботі. На момент створення кількість членів наукового товариства становила 150 осіб. На сьогодні це вже понад 1 500 здобувачів вищої освіти.

### Науково-дослідний інститут фінансової політики
Науково-дослідний інститут фінансової політики є основним структурним підрозділом Державного податкового університету, що здійснює унікальні дослідження у сфері фінансів та оподаткування, фінансового права та митної справи і супроводжує впровадження їхніх результатів у практичну діяльність. Є правонаступником НДІ фіскальної політики, який був створений у січні 2016 року шляхом злиття Науково-дослідного інституту фінансового права, Державного науково-дослідного інституту митної справи та Науково-дослідного центру з проблем оподаткування як структурний підрозділ НУДФСУ. Головною метою діяльності НДІ фіскальної політики була розробка науково обґрунтованих рекомендацій щодо реалізації державної податкової та митної політики, спрямованої на економічний і соціальний розвиток України.

## Міжнародні зв'язки
Державний податковий університет (Національний університет державної фіскальної служби України) є членом Великої хартії університетів.
Університет має велику кількість партнерів серед іноземним університетів. Зокрема, ДПУ уклав угоди про міжнародне співробітництво із університетами Польщі, Індонезії, Словаччини, Литви, Кореї, Чехії, Хорватії, Молдови, Грузії, Італії та ін.

## Рейтинги та репутація
Державний податковий університет у рейтингу закладів вищої освіти «Топ-200 України» за останні 5 років займав такі місця:
- 2017 рік — 118 місце;
- 2018 рік — 124 місце;
- 2019 рік — 116 місце.
- 2020 рік — 90 місце.
- 2021 рік — 90 місце.

У Вебометричному рейтингу університетів світу (Webometrics ranking of world's universities) Національний університет державної фіскальної служби України у січні 2019 року займав 64 місце серед закладів вищої освіти України.
У липні 2022 року зайняв 86 місце серед закладів вищої освіти України.

## Критика
У липні 2013 року Прокуратура Київської області виявила порушення щодо незаконного використання бюджетних коштів під час підготовки України до Чемпіонату Європи з футболу 2012 року, зокрема, щодо договору про будівельно-монтажні роботи, які були виконані частково, але за них були перераховані 10 млн грн..